# 1. A slovenska košarkarska liga 2011-2012
La 1. A slovenska košarkarska liga 2011-2012 è stata la 21ª edizione del massimo campionato sloveno di pallacanestro maschile. La vittoria finale è stata appannaggio dello Krka Novo Mesto.

## Regular season
|     | Squadra               | G  | V  | P  | PF   | PS   | Pt. | Qualificazione      |
| --- | --------------------- | -- | -- | -- | ---- | ---- | --- | ------------------- |
| 1.  | Helios Domžale        | 18 | 16 | 2  | 1478 | 1263 | 34  | poule scudetto      |
| 2.  | Zlatorog Laško        | 18 | 13 | 5  | 1403 | 1225 | 31  | poule scudetto      |
| 3.  | Elektra               | 18 | 12 | 6  | 1251 | 1153 | 30  | poule scudetto      |
| 4.  | Šentjur               | 18 | 12 | 6  | 1485 | 1399 | 30  | poule scudetto      |
| 5.  | Maribor               | 18 | 10 | 8  | 1381 | 1276 | 28  | poule retrocessione |
| 6.  | Hopsi Polzela         | 18 | 9  | 9  | 1346 | 1352 | 27  | poule retrocessione |
| 7.  | Rogaška Crystal       | 18 | 8  | 10 | 1219 | 1257 | 26  | poule retrocessione |
| 8.  | Geoplin Slovan        | 18 | 7  | 11 | 1320 | 1359 | 25  | poule retrocessione |
| 9.  | LTH Castings Mercator | 18 | 2  | 16 | 1171 | 1386 | 20  | poule retrocessione |
| 10. | Parklji Lubiana       | 18 | 1  | 17 | 1171 | 1555 | 19  | poule retrocessione |

## Seconda fase

### Poule scudetto
|    | Squadra         | G  | V | P  | PF  | PA  | Pt. | Qualificazione |
| -- | --------------- | -- | - | -- | --- | --- | --- | -------------- |
| 1. | Krka Novo Mesto | 10 | 8 | 2  | 763 | 646 | 18  | playoffs       |
| 2. | Union Olimpija  | 10 | 7 | 3  | 680 | 641 | 17  | playoffs       |
| 3. | Helios Domžale  | 10 | 6 | 4  | 769 | 739 | 16  | playoffs       |
| 4. | Zlatorog Laško  | 10 | 5 | 5  | 667 | 686 | 15  | playoffs       |
| 5. | Elektra Šoštanj | 10 | 4 | 6  | 678 | 730 | 14  |                |
| 6. | Šentjur         | 10 | 0 | 10 | 719 | 834 | 10  |                |

### Poule retrocessione
|    | Squadra               | G  | V  | P  | PF   | PA   | Pt. | Qualificazione         |
| -- | --------------------- | -- | -- | -- | ---- | ---- | --- | ---------------------- |
| 1. | Hopsi Polzela         | 28 | 16 | 10 | 2199 | 2076 | 46  |                        |
| 2. | Maribor               | 28 | 18 | 10 | 2182 | 1970 | 46  |                        |
| 3. | Rogaška Crystal       | 28 | 13 | 15 | 1962 | 1944 | 41  |                        |
| 4. | Geoplin Slovan        | 28 | 12 | 16 | 2096 | 2123 | 40  |                        |
| 5. | LTH Castings Mercator | 28 | 5  | 23 | 1866 | 2111 | 33  |                        |
| 6. | Parklji Lubiana       | 28 | 1  | 27 | 1751 | 2409 | 29  | retrocessa in 2. B SKL |

## Playoffs
|  | Semifinali | Semifinali       | Semifinali       |                  |                 | Finale          | Finale | Finale |  |
|  |            |                  |                  |                  |                 |                 |        |        |  |
|  | 1          | Krka Novo mesto  | 2                |                  |                 |                 |        |        |  |
|  | 1          | Krka Novo mesto  | 2                |                  |                 |                 |        |        |  |
|  | 4          | Zlatorog Laško   | 0                |                  |                 |                 |        |        |  |
|  | 4          | Zlatorog Laško   | 0                |                  | Krka Novo mesto | Krka Novo mesto | 3      |        |  |
|  |            |                  |                  |                  | Krka Novo mesto | Krka Novo mesto | 3      |        |  |
|  |            |                  | Olimpija Lubiana | Olimpija Lubiana | 1               |                 |        |        |  |
|  | 2          | Olimpija Lubiana | Olimpija Lubiana | Olimpija Lubiana | 1               | 2               |        |        |  |
|  | 2          | Olimpija Lubiana |                  |                  |                 |                 |        |        |  |
|  | 3          | Helios Domžale   | 0                |                  |                 |                 |        |        |  |

| 1. A slovenska košarkarska liga 2011-2012 |
| ----------------------------------------- |
| Krka Novo Mesto 5º titolo                 |

## Squadra vincitrice
| N° | Naz.                   | Ruolo | Sportivo            |      | Alt. |  |
| -- | ---------------------- | ----- | ------------------- | ---- | ---- |  |
| 4  | Stati Uniti (bandiera) | P     | Mustafa Abdul-Hamid | 1988 | 188  |  |
| 5  | Serbia (bandiera)      | AG    | Uroš Lučić          | 1983 | 206  |  |
| 6  | Slovenia (bandiera)    | P     | Matej Rojc          | 1993 | 198  |  |
| 7  | Slovenia (bandiera)    | P     | Simon Petrov        | 1976 | 190  |  |
| 8  | Slovenia (bandiera)    | A     | Edo Murić           | 1991 | 202  |  |
| 9  | Slovenia (bandiera)    | C     | Smiljan Pavič       | 1980 | 210  |  |
| 10 | Israele (bandiera)     | G     | Afik Nissim         | 1981 | 185  |  |
| 11 | Slovenia (bandiera)    | G     | Zoran Dragić        | 1989 | 196  |  |
| 13 | Slovenia (bandiera)    | P     | Bojan Krivec        | 1987 | 188  |  |
| 14 | Slovenia (bandiera)    | G     | Martin Mežan        | 1993 | 197  |  |
| 15 | Slovenia (bandiera)    | AG    | Jure Balažič        | 1980 | 204  |  |
| 21 | Croazia (bandiera)     | C     | Jure Lalić          | 1986 | 210  |  |
|    | Slovenia (bandiera)    | All.  | Aleksander Sekulić  |      |      |  |